# Stranger Things (3.ª temporada)
A terceira temporada da série de televisão americana de terror e ficção científica Stranger Things, comercializada como Stranger Things 3, foi lançada mundialmente no serviço de streaming Netflix em 4 de julho de 2019. A série foi criada pelos irmãos Duffer, que também atuam como produtores executivos junto com Shawn Levy, Dan Cohen e Iain Paterson.
A temporada foi estrelada por Winona Ryder, David Harbour, Finn Wolfhard, Millie Bobby Brown, Gaten Matarazzo, Caleb McLaughlin, Noah Schnapp, Sadie Sink, Natalia Dyer, Charlie Heaton, Joe Keery, Dacre Montgomery, Maya Hawke, Priah Ferguson e Cara Buono, com Brett Gelman, Cary Elwes, Jake Busey, Michael Park, Francesca Reale e Alec Utgoff em papéis recorrentes. A temporada recebeu críticas positivas dos críticos, que elogiaram o visual, o humor, as performances (particularmente as de Harbour, Brown, Matarazzo, Keery, Montgomery e Hawke) e o peso emocional, embora alguns tenham criticado suas referências excessivas à cultura pop e estrutura narrativa.

## Sinopse
No verão de 1985, o novo e popular Starcourt Mall causou o fechamento de muitas outras lojas de Hawkins. Jim Hopper intervém no relacionamento de Mike Wheeler com sua filha adotiva, Eleven, e Eleven se torna amiga de Max Mayfield. Ainda se recuperando da morte de Bob Newby, Joyce Byers considera se mudar de Hawkins com seus filhos. Distúrbios magnéticos a levam a acreditar que o Mundo Invertido retornou, e ela pede a ajuda de Hopper para descobrir a causa. Enquanto Mike e Lucas Sinclair tentam consertar o relacionamento de Mike com Eleven, Will Byers começa a ter premonições do Mundo Invertido, mesmo que Eleven tenha fechado o portão original. Ele acredita que o Devorador de Mentes esteja vivo em Hawkins. Enquanto Nancy Wheeler e Jonathan Byers investigam os efeitos da influência do Devorador de Mentes, Dustin Henderson, Steve Harrington, o novato Robin Buckley e Erica Sinclair começam a investigar uma potencial infiltração soviética em Hawkins. Enquanto isso, o meio-irmão de Max, Billy Hargrove, é possuído pelo Devorador de Mentes, que possui outros cidadãos de Hawkins para executar seu plano. Onze e seus amigos lutam contra Billy e as outras vítimas possuídas e destroem o Devorador de Mentes.

## Elenco e personagens

### Principal
- Winona Ryder como Joyce Byers
- David Harbour como James 'Jim' Hopper Jr.
- Finn Wolfhard como Michael 'Mike' Wheeler
- Millie Bobby Brown como Jane Hopper / Onze
- Gaten Matarazzo como Dustin Henderson
- Caleb McLaughlin como Lucas Sinclair
- Noah Schnapp como William 'Will' Byers
- Sadie Sink como Maxine 'Max' Mayfield
- Natalia Dyer como Nancy Wheeler
- Charlie Heaton como Jonathan Byers
- Joe Keery como Steve Harrington
- Dacre Montgomery como William 'Billy' Hargrove
- Maya Hawke como Robin Buckley
- Priah Ferguson como Erica Sinclair
- Cara Buono como Karen Wheeler

### Recorrente
- Jake Busey como Bruce Lowe
- Joe Chrest como Ted Wheeler
- Andrey Ivchenko como Grigori
- Michael Park como Tom Holloway
- Francesca Reale como Heather Holloway
- Alec Utgoff como Dr. Alexei
- Cary Elwes como Larry Kline
- Peggy Miley como Doris Driscoll
- Brett Gelman como Murray Bauman

### Convidado
- Catherine Curtin como Claudia Henderson
- Yasen Peyankov como Cientista Russo
- Sean Astin como Bob Newby
- Randy Havens como Scott Clarke
- Rob Morgan como Calvin Powell
- John Reynolds como Phil Callahan
- Will Chase como Neil Hargrove
- Christopher Convery como Billy Hargrove jovem
- Arthur Darbinyan como Dr. Zharkov
- Misha Kuznetsov como Comandante Ozerov
- Beth Riesgraf como Mãe de Billy
- Gabriela Pizzolo como Suzie Bingham
- Paul Reiser como Dr. Sam Owens

## Produção

### Desenvolvimento
Levy observou em novembro de 2015 que ele e os irmãos Duffer já tinham começado a planejar uma possível terceira temporada, dizendo: "Não seremos pegos de surpresa e não queremos inventar coisas como se tivéssemos que escrever e fazer no dia anterior, então estamos definitivamente otimistas e começamos a pensar no futuro." Os irmãos Duffer esperam ter cerca de quatro a cinco temporadas para trabalhar, mas querem "ter um final realmente definido" enquanto a série ainda está no auge do sucesso, de acordo com Matt, em vez de deixá-la se prolongar indefinidamente. Em agosto de 2017, os irmãos Duffer confirmaram que haveria uma terceira temporada, com a probabilidade de mais uma temporada depois disso, com Ross dizendo: "Estamos pensando que serão quatro temporadas e depois encerradas". No entanto, o produtor executivo Shawn Levy sugeriu posteriormente que quatro ou cinco temporadas no total eram possibilidades, afirmando que "a verdade é que definitivamente teremos quatro temporadas e há uma grande possibilidade de uma quinta. Além disso, acho que se torna muito improvável". Matt Duffer comentou mais tarde que nenhuma decisão oficial foi tomada, alegando que "É difícil, tipo quatro parece pouco, cinco parece muito. Então, não sei o que fazer." Em dezembro de 2017, a Netflix confirmou oficialmente que havia dado sinal verde para a terceira temporada, composta por oito episódios. Levy também confirmou que uma quarta temporada "definitivamente aconteceria" e que havia potencial para uma quinta temporada. Um ano depois, os títulos dos episódios da terceira temporada foram revelados, juntamente com a confirmação de que a temporada se chamaria Stranger Things 3, semelhante à segunda temporada.

### Escrita
A escrita para a terceira temporada começou antes da estreia da segunda temporada, com uma boa parte sendo escrita em períodos de doze a quatorze horas pelos criadores da série. Foi relatado que a Netflix queria que a terceira e a quarta temporadas fossem escritas simultaneamente para facilitar um cronograma de produção consecutivo, pois os atores estavam envelhecendo mais rápido do que seus personagens na tela, mas tanto os irmãos Duffer quanto o produtor Shawn Levy optaram por se concentrar apenas na terceira temporada para garantir que fosse melhor desenvolvida e mais completa.
Em termos narrativos, Levy disse que a temporada seria menos sobre Will, afirmando: "Não vamos colocar Will no inferno pela terceira temporada consecutiva. Ele vai lidar com coisas, mas não estará no fundo do poço... Vamos lidar com forças do mal que são novas." David Harbour disse que a terceira temporada também se inspira muito no filme Fletch. Tanto Levy quanto Natalia Dyer concordam que os eventos desta temporada serão mais voltados para adultos, com Dyer chamando a narrativa da temporada de "...maior, mais sombria [e] mais assustadora".
Os primeiros documentos de apresentação da temporada apresentavam uma cena em que o monstro Devorador de Mentes desferia ataques violentos no Desfile de 4 de Julho em Hawkins, mas a ideia foi descartada enquanto os roteiros eram escritos.

### Elenco
A terceira temporada conta com o retorno de Ryder, Harbour, Wolfhard, Brown, Matarazzo, McLaughlin, Schnapp, Sink, Dyer, Heaton, Buono, Keery e Montgomery. Em março de 2018, foi anunciado que a personagem de Priah Ferguson havia sido promovida de uma participação especial para um papel recorrente e que Maya Hawke foi escalada como Robin, uma nova protagonista que foi descrita como uma "garota alternativa". A personagem de Hawke foi posteriormente revelada como colega de trabalho de Steve na sorveteria Scoops Ahoy no recém-construído Starcourt Mall. As escalações de Cary Elwes e Jake Busey foram anunciados em abril de 2018; Elwes foi escalado como o prefeito Kline, um "político clássico dos anos 80 - mais preocupado com sua própria imagem do que com as pessoas da pequena cidade que governa", e Busey como Bruce, um repórter suspeito que trabalha no Hawkins Post. Francesca Reale foi escalada como Heather, uma salva-vidas popular na piscina comunitária. Em setembro de 2018, o elenco ainda não havia sido concluído para a temporada, que naquele momento estava sendo filmada por cinco meses e faltava menos de dois meses para ser concluída. Carmen Cuba, a diretora de elenco da série, atribuiu o processo de seleção de elenco mais lento do que o normal ao maior sigilo da trama, combinado com as mudanças de caracterização e importância de certos papéis.
Para a terceira temporada, foi relatado que vários membros do elenco receberiam aumentos salariais. Ryder e Harbour receberam um aumento de US$ 150.000 e US$ 80.000 para US$ 350.000 por episódio, respectivamente; Wolfhard, Matarazzo, McLaughlin e Schnapp ganharam um aumento salarial para mais de US$ 200.000 por episódio, possivelmente até US$ 250.000, um aumento significativo em relação aos US$ 20.000 relatados na primeira temporada (posteriormente aumentados em US$ 60.000); e Dyer, Heaton e Keery receberam aproximadamente US$ 150.000 por episódio. O aumento salarial de Brown não foi divulgado, mas estimou-se que fosse maior do que o de seus colegas mais jovens. Algumas fontes sugerem que ela ganhava pelo menos US$ 250.000 e pode ter recebido entre US$ 300.000 e US$ 350.000 por episódio.

### Gravações
As filmagens da terceira temporada começaram oficialmente em 23 de abril de 2018. Jackson, Geórgia, permaneceu como principal área de filmagem para cenas no centro de Hawkins. A piscina South Bend em Atlanta serviu como piscina comunitária de Hawkins. O principal cenário da temporada, o Starcourt Mall, foi filmado no reformado Gwinnett Place Mall, perto de Duluth, Geórgia. A equipe de produção procurou por todo o estado da Geórgia um shopping center desativado, fechado ou com vagas significativamente reduzidas, para filmar, e descobriu que Gwinnett era quase perfeito, tendo sido construído em 1984 e, portanto, contando com os elementos básicos da construção de shoppings da época. Eles garantiram uma parte do shopping que estava vazia há algum tempo, reformando as vitrines e a praça de alimentação para apresentar marcas dos anos 80, prestando atenção em quais lojas provavelmente já haviam chegado a Indiana em 1985. Fora a "Scoops Ahoy!", uma loja fictícia, eles tiveram que abrir uma exceção para a "Glamour Shots", que era uma rede real de estúdios fotográficos, mas só chegou aos shoppings depois de 1985; como uma cena de Eleven e Max curtindo uma sessão de fotos era um elemento necessário da trama, a equipe de design criou um estúdio fotográfico semelhante, mas com um novo nome fictício. Eles não apenas recriaram a fachada de cada uma das vitrines, mas também trabalharam para estocá-las completamente, antecipando quaisquer ideias de filmagem de última hora que os Duffers pudessem ter. Uma tela de grade feita sob medida foi empregada para bloquear completamente a entrada da luz do sol no átrio da praça de alimentação para permitir a filmagem de cenas noturnas durante o dia.
Além dos sets mencionados, as filmagens também ocorreram em estruturas pré-existentes vestidas como a prefeitura de Hawkins e a casa do prefeito Kline. A produção também usou um total de sete estúdios de som, com uma média de três sets por palco. Para criar o "vazio negro", a manifestação visual das ruminações telepáticas de Onze, as filmagens ocorreram em uma piscina que foi "pintada de preto [e preenchida] com cerca de uma polegada de água, [e foi] cercada por 270 graus de duvetyne com cerca de nove metros de altura". A aparência do vazio foi ligeiramente ajustada para a terceira temporada e as filmagens no espaço mais novo e menor exigiram um Technocrane de 15 metros e dois operadores de lança. Um campo vazio foi usado para filmar as cenas ambientadas na Feira de Diversões de Hawkins, com a equipe chegando apenas três semanas antes da abertura de uma feira medieval previamente reservada. Brinquedos de parque de diversões apropriados para a época foram transportados de locais de todo o país para o set, e a equipe adaptou a iluminação moderna dos brinquedos com lâmpadas que teriam sido usadas na década de 1980.
Em 27 de setembro de 2018, Brown foi visto filmando uma cena emocionante com dublês e uma criança vestida com um uniforme de beisebol em uma praia em Malibu, Califórnia. As filmagens da terceira temporada terminaram em 12 de novembro de 2018. Sobre o longo hiato entre a segunda e a terceira temporadas, Cindy Holland, executiva de programação da Netflix, observou: "[Os irmãos Duffer e Shawn Levy] entendem que os riscos são altos. Eles querem entregar algo maior e melhor do que no ano passado. Acho que será uma temporada fantástica. Valerá a pena esperar."

### Efeitos visuais
Ao iniciar a produção da primeira temporada de Stranger Things, os irmãos Duffer pretendiam filmar uma série de efeitos especiais usando métodos práticos. No entanto, devido a problemas com a implementação dos efeitos práticos no set, aliados à insatisfação com os resultados do material prático filmado, os irmãos Duffer se interessaram muito mais por utilizar efeitos especiais produzidos digitalmente na segunda temporada, e ainda mais na terceira. Durante a pré-produção, os Duffers se reuniram com o supervisor sênior de efeitos visuais Paul Graff, o designer de produção Chris Trujillo e o ilustrador conceitual sênior Michael Maher para planejar os efeitos visuais digitais para a temporada. Um dos tópicos mais importantes da discussão foi o design da manifestação "corpórea" do "Monstro das Sombras/Esfolador de Mentes", que os Duffers queriam que fosse semelhante ao "Coisa" titular do filme de terror e ficção científica de John Carpenter, O Enigma de Outro Mundo, de 1982. Para emular esse visual, o grupo decidiu que a criatura deveria ter "algum peso real e, consequentemente, uma nova sensação diferente para [a animação], incluindo especularidade e umidade", uma estética que também se traduziu no monstro "Tom/Bruce" que ataca Nancy no hospital.

A equipe da terceira temporada considerou importante que os atores tivessem algum tipo de guia físico no set para interagir com as grandes entidades digitais em potencial, já que não havia verba orçamentária para qualquer tipo de renderização de pré-visualização de realidade aumentada no set. Graff observou que era impraticável e muito caro imprimir em 3D uma réplica bruta do "Monstro das Sombras/Esfolador de Mentes" físico, como havia sido feito com as criaturas na temporada anterior, especialmente considerando que o monstro é essencialmente "algo do tamanho de um T-Rex invadindo um shopping center". Uma "concha de criatura em forma de zepelim" de 45 quilos foi inicialmente construída para os atores interagirem, mas também foi considerada impraticável e descartada. Graff finalmente saiu e comprou "o maior objeto que [ele] conseguiu pensar" — uma bola de praia inflável — e a prendeu com fita adesiva na ponta de um mastro de lança de seis metros para que pudesse "manipular a 'cabeça' o suficiente para fornecer uma linha de visão para os atores, ao mesmo tempo em que dava aos operadores de câmera uma chance de enquadrar e rastrear os movimentos da criatura". Graff empregou um meio muito mais exclusivo para visualizar o monstro "Tom/Bruce" durante as filmagens, já que a situação de iluminação extremamente errática e complicada das cenas em que ele aparecia criava uma série de dificuldades potenciais a serem enfrentadas durante o trabalho de pós-produção:
Eu tive a ideia de ter um dublê usando um capacete gigante em forma de bola prateada enquanto representava uma encarnação do monstro de 1,80 m ou 2,10 m de altura. Esse capacete nos permitia ver a variação no brilho das luzes de quadro a quadro. Eu disse ao coordenador assistente de dublês, Ken Barefield, que precisava que ele realmente fosse aquele monstro, transmitindo toda aquela energia maligna. "Preciso que você ruga — e não se deixe intimidar pelo fato de estar usando um macacão vermelho ridículo de spandex com um capacete gigante em forma de bola prateada." Ele me disse: "Não se preocupe, Paul, eu cuido disso — eu cuido disso para você" — e então ele cuidou. As luzes piscam e se apagam, e quando voltam, esse cara está gritando a plenos pulmões, avançando como um touro pelo corredor. Parecia completamente absurdo e, ao mesmo tempo, foi muito legal, um dos momentos mais incríveis do ano para mim.

## Marketing
A promoção da terceira temporada começou no primeiro dia de produção, quando a Netflix lançou um vídeo mostrando o elenco se reunindo para a primeira leitura do roteiro da temporada. Em 16 de julho de 2018, foi lançado o primeiro teaser trailer da temporada. O teaser, o primeiro a apresentar cenas gravadas para a nova temporada, é estilizado como um comercial do universo para o recém-construído Starcourt Mall, um dos principais cenários dos eventos da temporada. O "comercial" lista algumas das lojas encontradas no shopping, bem como restaurantes na praça de alimentação "de última geração", e termina com Steve (Joe Keery) e Robin (Maya Hawke) dizendo "Ahoy!" durante uma breve propaganda de um dos estabelecimentos da praça de alimentação, uma sorveteria chamada Scoops Ahoy. Em 9 de dezembro de 2018, durante uma aparição na Comic Con Experience 2018 no São Paulo Expo em São Paulo, Brasil, Noah Schnapp, Sadie Sink e Caleb McLaughlin apresentaram um novo teaser que revelou os títulos dos oito episódios da nova temporada. Horas depois, o teaser foi lançado online em todas as contas oficiais de mídia social de Stranger Things.
Em 31 de dezembro, pedestres na Times Square, em Nova York, notaram um vídeo sendo reproduzido em loop anunciando um anúncio especial "patrocinado" pelo Starcourt Mall. De acordo com o vídeo, o anúncio estava programado para ser exibido na fictícia afiliada da rede ABC, WIYZ. À meia-noite EST, a Netflix lançou um novo teaser anunciando a data de lançamento da temporada para 4 de julho de 2019. O teaser utilizou cenas do Dick Clark's New Year's Rockin' Eve de 1984, especificamente a contagem regressiva para o Ano Novo. À medida que a contagem regressiva começava, o vídeo lentamente virou de cabeça para baixo e ficou borrado, e era possível ouvir Mike chamando por Eleven enquanto o vídeo cortava entre diferentes gravações de computadores rodando MS-DOS. O primeiro pôster da temporada, mostrando uma criatura ameaçadora se aproximando lentamente do elenco enquanto eles aproveitam as festividades do Dia da Independência, foi lançado simultaneamente com o teaser.
Em 19 de março de 2019, as contas oficiais de Stranger Things nas redes sociais postaram um pequeno clipe de ratos correndo por uma área industrial dilapidada com a legenda "Está quase na hora da alimentação". Isso acabou sendo um prelúdio para o lançamento de fotos e do primeiro trailer oficial no dia seguinte, 20 de março. O trailer rapidamente se tornou o vídeo mais visto no canal do Netflix no YouTube, acumulando 22 milhões de visualizações na primeira semana de lançamento. Em 21 de maio, o primeiro clipe da temporada foi lançado junto com os pôsteres do elenco. O clipe, que mostra Billy flertando com Karen Wheeler na piscina local, inclui referências notáveis aos filmes de comédia do início dos anos 1980, Clube dos Pilantras e Picardias Estudantis. A Netflix lançou o trailer final em 20 de junho de 2019.
Em julho de 2019, os atores Finn Wolfhard e Caleb McLaughlin participaram de uma sessão de perguntas e respostas no Open'er Festival em Gdynia, Polônia. O festival também exibiu uma réplica do Palace Arcade repleta de jogos retrô de fliperama, como Space Invaders, Pac-Man, Donkey Kong e Dig Dug.

## Episódios
| N.º geral | N.º na temp. | Título                                                                                                | Dirigido por        | Escrito por         | Lançamento         |
| --- | ------------ | --- | ------------------- | ------------------- | ------------------ |
| 18 | 1            | "Chapter One: Suzie, Do You Copy?" "(Capítulo um: Está me ouvindo, Suzie?)" (BR)                      | The Duffer Brothers | The Duffer Brothers | 4 de julho de 2019 |
| Em 28 de junho de 1984, cientistas soviéticos tentam forçar a abertura de um portal para o mundo invertido. Um ano depois, no meio do verão de 1985, em Hawkins, o novo Starcourt Mall causou o fechamento de várias lojas, irritando a população da cidade. Mike e Onze começam um relacionamento romântico e Hopper fala com Joyce sobre como separar os dois. Ela sugere que ele escreva um discurso "coração a coração" para Onze. Dustin volta do acampamento científico de verão e incentiva Mike, Will, Lucas, Onze e Max a montar uma torre de rádio improvisada para contatar sua nova namorada, Suzie, mas seus amigos o abandonam; logo depois, ele acidentalmente intercepta uma transmissão em russo. Naquela noite, o poder sai por Hawkins, causando um breve apagão sob starcourt. Will, possuindo uma conexão persistente com o mundo invertido, sente que o Devorador de Mentes ainda pode estar vivo. Ratos surgem aos montes em uma usina siderúrgica abandonada nas proximidades onde uma estranha entidade dissolve seus corpos transformando-os em carne derretida. Nancy e Jonathan começam a trabalhar como estagiários no The Hawkins Post, sob editor Tom Holloway e colega de trabalho Bruce. Ela garante uma dica sobre um evento estranho. A caminho de um encontro, Billy é tirado da estrada por uma criatura invisível e arrastado para dentro da fábrica.                          |              | |                     |                     |                    |
| 19 | 2            | "Chapter Two: The Mall Rats" "(Capítulo dois: O caso dos ratos)" (BR)                                 | The Duffer Brothers | The Duffer Brothers | 4 de julho de 2019 |
| Billy consegue escapar da fábrica depois que a criatura induz uma visão do Mundo invertido. Atormentado por mais visões e vozes, Billy é guiado pela criatura para sequestrar sua colega de trabalho Heather Holloway. Nancy e Jonathan investigam a casa de Doris Driscoll, uma senhora idosa preocupada com ratos raivosos comendo seu fertilizante. Max e Onze se unem para se distrair de Mike e Lucas enquanto fazem compras no starcourt; Onze termina com Mike depois que ele mente para ela sobre Hopper ameaçá-lo. Joyce investiga uma estranha perda de magnetismo entre objetos em sua casa e local de trabalho, acidentalmente deixando hopper esperando para um encontro. Dustin se reúne com Steve, que agora trabalha na sorveteria do shopping. A colega de trabalho de Steve, Robin, fica curiosa sobre suas atividades e os ajuda a traduzir a mensagem russa. Os três descobrem uma mensagem codificada. Billy sequestra Heather e a leva para o devorador de mentes. |              | |                     |                     |                    |
| 20 | 3            | "Chapter Three: The Case of the Missing Lifeguard" "(Capítulo três: A salva-vidas desaparecida)" (BR) | Shawn Levy          | William Bridges     | 4 de julho de 2019 |
| Enquanto dorme na casa de Max, Onze usa seus poderes para espionar Mike, e depois Billy, que sente sua presença. Ela e Max descobrem que Heather desapareceu. Nancy descobre mais sobre o estranho comportamento dos ratos, mas ela é ridicularizada pelos homens no jornal. Tentando encontrar o rato da Sra. Driscoll, Nancy e Jonathan descobrem que ela foi possuída. Após suas tentativas de jogar Dungeons e Dragons como antigamente, Will briga com Mike e Lucas pois, eles estão bravos com Max e Onze. Ele se retira para o Forte Byers e o destrói após relembrar suas memórias de infância com seus amigos. Robin suspeita que a mensagem russa faz referência a uma remessa que chega ao shopping naquela noite. Mais tarde, Dustin, Steve e Robin espionam soldados armados escoltando um carregamento para dentro do shopping. Joyce convence Hopper de que a desmagnetização está ligada ao laboratório abandonado de Hawkins; ao investigar, Hopper é atacado por Grigori, o agente russo. Max e Onze encontram Billy e Heather aparentemente bem jantando com Tom e sua esposa. Depois que elas vão embora, Billy e Heather nocauteiam os pais dela, e os levam para a fábrica, onde é revelado que a entidade usou a carne derretida dos ratos para fazer um monstro grotesco. |              | |                     |                     |                    |
| 21 | 4            | "Chapter Four: The Sauna Test" "(Capítulo quatro: A prova da sauna)" (BR)                             | Shawn Levy          | Kate Trefey         | 4 de julho de 2019 |
| Billy e Heather levam seus pais para a fábrica, onde eles também são possuídos. Mais tarde, Nancy e Jonathan são demitidos por Tom. Ainda curiosa, Nancy vai visitar a sra. Driscoll no hospital e a observa ser possuída pelo devorador de mentes. Will revela sua conexão com o devorador de mentes para Mike, Lucas, Onze e Max especulando que ele possuiu Billy. Naquela noite, os cinco prendem Billy na sauna da piscina, confirmando que ele foi possuído. Billy ganha força sobre-humana e se liberta, ao mesmo tempo em que Nancy testemunha a Sra. Driscoll se transformar. Hopper lembra de ter visto o homem russo que o atacou antes de se encontrar com o prefeito Kline. Hopper e Joyce forçam Kline a revelar que Grigori trabalha para os donos de Starcourt, que compraram várias propriedades abandonadas ao redor de Hawkins. Kline sugere que eles procurem nessas propriedades e manda Grigori atrás deles. No Starcourt, Dustin, Steve e Robin pedem a Erica para entrar no depósito, e descobrir o que os russos estão tramando, os quatro descobrem que a sala é um elevador que os leva para baixo do shopping. Nancy e Jonathan são demitidos por seu chefe (o pai de Heather) por assediar a Sra. Driscoll. Billy se reagrupa com Heather na fábrica, onde dezenas de outros cidadãos de Hawkins foram possuídos pelo Devorador de Mentes.                                              |              | |                     |                     |                    |
| 22 | 5            | "Chapter Five: The Flayed" "(Capítulo cinco: Os devorados)" (BR)                                      | Uta Briesewitz      | Paul Dichter        | 4 de julho de 2019 |
| Hopper e Joyce descobrem que uma das propriedades abandonadas tem um laboratório oculto. Eles entram em uma briga com Grigori e escapam com o Dr. Alexei, um homem russo que ajudou a construir o portal para Mundo Invertido. Alexei só fala russo, então Hopper decide ir para Murray, que pode ajudar na tradução. Grigori tenta seguir e perde a trilha. Dustin, Steve, Robin e Erica se escondem de homens russos descarregando as caixas do elevador, e os seguem depois que eles saem, descobrindo uma enorme base russa sob Starcourt. Tentando encontrar uma sala de comunicações, os quatro descobrem uma grande área de testes onde os cientistas estão tentando abrir o portal para o Mundo Invertido. Nancy e Jonathan se encontram com Will e os outros e confirmam suas experiências da noite anterior. Eles decidem deixar a Sra. Driscoll levá-los até onde Billy está. Enquanto as crianças esperam no andar de baixo, Nancy e Jonathan encontram a Sra. Driscoll e um furioso Tom e Bruce esperando por eles. Nancy e Jonathan lutam contra os dois e depois de matá-los, seus corpos se dissolvem em carne derretida que se juntam, formando um segundo monstro, menor que o outro. |              | |                     |                     |                    |
| 23 | 6            | "Chapter Six: E Pluribus Unum" "(Capítulo seis: E pluribus unum)" (BR)                                | Uta Briesewitz      | Curtis Gwinn        | 4 de julho de 2019 |
| Enquanto o Devorador de Mentes ataca Nancy e Jonathan no hospital, Will sente sua presença, e Onze chega a tempo de dominá-lo; ele entra nos esgotos. Na base russa de Starcourt, Steve e Robin são capturados, drogados e interrogados, mas Dustin e Erica aparecem para resgatá-los. Com a tradução de Murray, Hopper e Joyce aprendem com Alexei os esforços russos para construir máquinas de portais para acessar o Mundo Invertido, incluindo uma sob Starcourt; Hopper chama o Dr. Owens para avisar o governo. Grigori coroa Kline na feira do Dia da Independência, exigindo que ele intensifique os esforços para encontrar o grupo de Hopper. Para encontrar o Devorador de Mentes, Onze usa o mesmo método que utilizou para acessar as memórias de Billy. Depois de ver sua infância conturbada, ela encontra o olho da tempestade na usina siderúrgica. Quando ela sai de sua mente, Billy a agarra, e o Devorador de Mentes descobre sua localização, na cabana de Hopper. Do outro lado da cidade, aqueles possuídos pelo Devorador de Mentes, são transformados em carne derretida, e se fundem ao monstro original, tornando-o ainda maior. |              | |                     |                     |                    |
| 24 | 7            | "Chapter Seven: The Bite" "(Capítulo sete: A mordida)" (BR)                                           | The Duffer Brothers | The Duffer Brothers | 4 de julho de 2019 |
| Onze e os meninos deduzem que o Devorador de Mentes está atrás dela desde o fechamento do portal. Will sente que o Devorador de Mentes está se aproximando. O Devorador de Mentes ataca o grupo e, embora Onze consiga protegê-los a criatura consegue ferí-la mordendo sua perna. Dustin e Erica arrastam Steve e Robin drogados para o cinema de Starcourt. O grupo de Onze invade uma loja de ferragens para ajudar a tratar suas feridas e coletar mais suprimentos. De repente, Dustin os contata por walkie-talkie para explicar sua situação antes que a energia da bateria acabe. Onze usa seus poderes para checar Dustin, e o grupo vai para o shopping. Steve admite que tem sentimentos por Robin, mas ela aparece como lésbica. O grupo de Hopper faz o seu caminho pelo recinto de feiras em Hawkins para encontrar as crianças, onde eles são vistos por Kline, que alerta os russos. Alexei é fatalmente baleado por Grigori na frente de Murray. Murray, Hopper e Joyce esquivam-se de vários agentes soviéticos e descobrem que os agentes estão procurando as crianças no shopping. No shopping, o grupo de Onze chega a tempo de impedir que os russos atirem no grupo de Dustin. Onze entra em colapsos na frente das crianças depois que sua ferida começa a pulsar com um estranho crescimento.                                                                                               |              | |                     |                     |                    |
| 25 | 8            | "Chapter Eight: The Battle of Starcourt" "(Capítulo oito: A batalha de Starcourt)" (BR)               | The Duffer Brothers | The Duffer Brothers | 4 de julho de 2019 |
| Onze se livra do fragmento do devorador de mentes incrustado em sua ferida enquanto o grupo de Hopper chega. Planos são feitos para levar o grupo de onze para um lugar seguro, enquanto Hopper, Joyce e Murray vão até a máquina, com Dustin e Erica navegando de sua torre de rádio. Dustin pede a ajuda de Suzie para um código necessário. Billy e o Devorador de mentes prendem Onze no shopping. Billy leva Onze para o Devorador de Mentes enquanto os outros o distraem com fogos de artifício. Onze consegue despertar a mente de Billy com suas memórias, e Billy se sacrifica para proteger Onze. Hopper briga com Grigori na sala do portal enquanto Joyce se prepara para acionar o desligamento. Hopper atira Grigori na máquina, fazendo com que ela se desvie e bloqueie sua saída. Hopper acena para Joyce acionar o desligamento, aparentemente desintegrando todos na sala do portal e parando o Devorador de Mentes. Quando o Dr.Owens chega acompanhado das forças militares, Onze vê pela expressão de Joyce que Hopper se foi. Três meses depois, a família de Joyce e uma Onze impotente se preparam para sair de Hawkins. Joyce lê o discurso de Hopper para Onze. Mike e Onze confessam seu amor um pelo outro e planejam se encontrar no dia de ação de graças. Em Kamchatka, os guardas russos são instruídos a alimentar um prisioneiro, mas "não o americano", a um Demogorgon cativo. |              | |                     |                     |                    |

## Recepção da crítica
No Rotten Tomatoes, a terceira temporada recebeu uma taxa de aprovação de 89%, com base em 141 avaliações, e uma nota média de 7,9/10. O consenso crítico do site afirma: "Vibrante e encantadora, Stranger Things se transforma em uma viagem de verão fascinante — ainda que familiar — que se deleita em sua nostalgia carregada de neon sem perder de vista os relacionamentos profundos que tornam a série tão cativante." Escrevendo no New Statesman, Emily Bootle considerou a terceira temporada uma melhoria em relação à segunda, afirmando que a terceira "voltou à força" após uma segunda temporada confusa e que "a terceira temporada trouxe de volta em grande parte o que tornou a série única em primeiro lugar". Hugh Montgomery, da BBC, deu 5 estrelas, descrevendo a terceira temporada como "um exemplo emocionante de uma franquia atingindo novos patamares, algo que Hollywood faria bem em aprender". No Metacritic, a terceira temporada tem uma pontuação média ponderada de 72 de 100, com base em 28 críticos, indicando "críticas geralmente favoráveis".

Do lado dissidente, Darren Franich, da Entertainment Weekly, criticou a terceira temporada por parecer uma mixtape da cultura pop da era Reagan. Ed Power, do The Telegraph, culpou os Duffer Brothers por se recusarem a "se desviar da fórmula Goonies-encontra-Stephen King" e reciclarem sua "velha sacola de referências retrô com efeito cada vez mais decepcionante", produzindo o filme mais fraco dos três. Sua opinião foi compartilhada por Hank Stuever, do The Washington Post, que se sentiu quase desolado pelos "Duffers trabalharem tanto para recriar uma atmosfera elusiva" dos anos 1980 com uma "mistura de ingredientes" apenas para não conseguirem criar um show totalmente divertido. Escrevendo na National Review, Daniel Payne criticou a "narrativa desleixada" e o "humor piegas" da temporada em comparação às temporadas anteriores, alegando que a terceira temporada foi "frenética e desconcertante, enquanto as duas primeiras foram lentas, cuidadosas e recompensadoras na elaboração de seus enredos".